# Roztoki (województwo zachodniopomorskie)
Roztoki (niem. Wedellshof) – wieś w Polsce położona w województwie zachodniopomorskim, w powiecie drawskim, w gminie Drawsko Pomorskie. W latach 1975–1998 miejscowość administracyjnie należała do województwa koszalińskiego. W roku 2007 wieś liczyła 4 mieszkańców. Miejscowość wchodzi w skład sołectwa Zarańsko.

## Geografia
Wieś leży ok. 2 km na północny zachód od Zarańska, ok. 700 m na południowy zachód od jeziora Zarańskie.